# Замощье (Ярцевский район)
Замощье — деревня в Ярцевском районе Смоленской области России. Входит в состав Петровского сельского поселения. Население — 63 жителя (2007 год). 
Расположена в центральной части области в 1,5 км к востоку от Ярцева, в 2 км южнее автодороги М1 «Беларусь», на берегу реки Ракита. В 0,5 км севернее деревни расположена железнодорожная станция Милохово на линии Москва — Минск. 

## История
В годы Великой Отечественной войны деревня была оккупирована гитлеровскими войсками в июле 1941 года, освобождена в сентябре 1943 года.